# Първо послание на свети апостол Павла до Тимотея
„Първо послание на свети апостол Павла до Тимотея“ е библейска книга, двадесет и втора от Новия завет.
Книгата има формата на писмо на апостол Павел, пътуващ на Балканите, до останалия в Ефес негов сътрудник Тимотей, в което той му дава указания за работата му като организатор на църковната дейност. Съвременните изследователи смятат, че Павел не е действителният автор на книгата, която смятат за съставена след неговата смърт и преди средата на II век от друг автор, заедно с „Второ послание на свети апостол Павла до Тимотея“ и „Послание на свети апостол Павла до Тита“.